# Distròfia miotònica de Steinert
La distròfia miotònica (DM), també coneguda com a distròfia miotònica de tipus 1, DM1, és una malaltia hereditària autosòmica dominant, multisistèmica crònica, de progressió lenta i de heredabilitat altament variable que es pot manifestar a qualsevol moment de la vida des del naixement a la vellesa; tant en homes com en dones. Es caracteritza per una reducció de la massa muscular (distròfia muscular), cataractes posteriors subcapsulars iridescents (opacitat del cristal·lí), defectes en la conducció de l'impuls cardíac, canvis endocrins i miotonia (dificultat per relaxar un múscul). És molt curiós que l'edat d'aparició, que és altament variable, baixa amb les successives generacions. Així doncs la malaltia mostra una edat d'aparició cada vegada menor, un fenomen denominat anticipació. També hi ha dues classificacions de la distròfia miotònica, tenint cadascuna d'elles diferents símptomes associats.

## Classificació
La distròfia miotònica és la forma més comuna d'aparició en l'adult de distròfia muscular i la segona forma més habitual de malaltia del múscul esquelètic després de la distròfia muscular de Duchenne. Actualment es coneixen dos tipus de distròfia miotònica de començament en l'edat adulta: La distròfia miotònica tipus 1 (DM1), la coneguda pròpiament com a malaltia de Steinert, i la distròfia miotònica tipus 2 (DM2), denominada comunament com PROMM, o miopatia proximal miotònica. Ambdues són identificables mitjançant anàlisis d'ADN. La distròfia miotònica1 també té una forma congènita que pot afectar greument bebès i té una forma d'aparició en la infància. Els investigadors sospiten que existeixen més formes de distròfia miotònica (DM3, DM4, DMX).

### Diferències entre distròfia miotònica 1 i distròfia miotònica 2

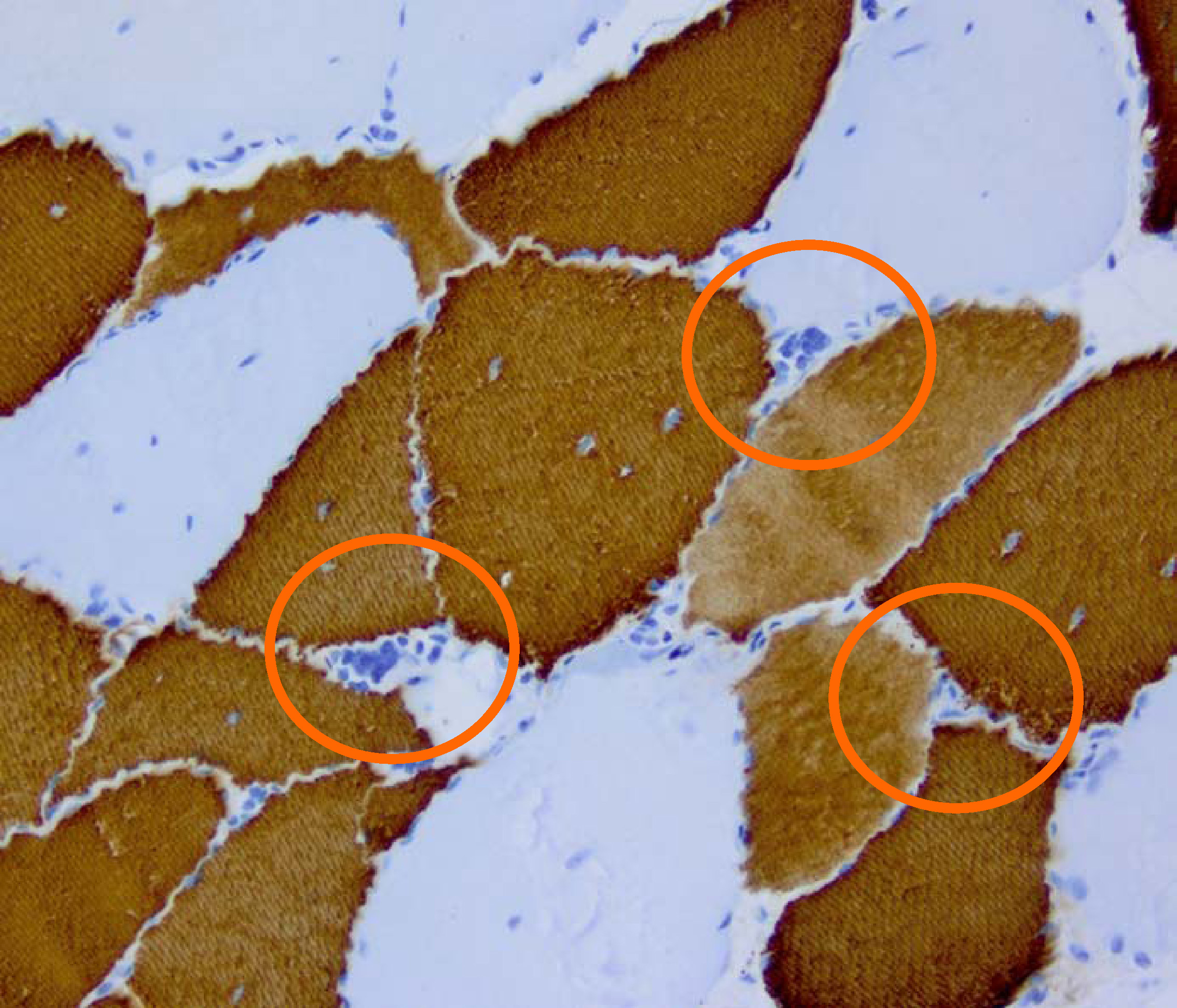
Biòpsia muscular de pacient amb distròfia miotònica tipus 2 mostrant canvis miotònics lleus i agrupament de fibres vermelles atròfiques. Anàlisi inmunohistoquímica sobre miosina tipus-1 o "lenta"

Encara que ambdues malalties es consideren com a afeccions degeneratives de desenvolupament lent, la distròfia miotònica tipus 2 és generalment més lleu que la distròfia miotònica tipus 1. La forma congènita greu que afecta els bebès en la DM1 no s'ha trobat en la DM2 i la literatura mèdica rarament publica aparicions juvenils d'aquesta forma. L'expansió dels trinucleòtics de la distròfia miotònica2 és considerablement més llarga en la distròfia miotònica 2 que en distròfia miotònica 1, variant de 75 a més d'11.000 repeticions. A diferència de la diatròfia miotònica 1, la grandària de les expansions del trinucleòtic en l'ADN no semblen marcar cap diferència en l'edat d'aparició o en la severitat de la malaltia en la distròfia miotònica 2. Sembla que és menys significatiu en el tipus 2 i les revisions més habituals només refereixen que produeixen una lleugera anticipació en aquest últim cas.

## Epidemiologia
És la distròfia muscular més freqüent en l'adult. La seva prevalença s'estima en 1/20000 habitants. A la regió canadenca de Saguenay–Lac-Saint-Jean aquestes xifres s'eleven a 1/530 habitants, sent tots els afectats descendents d'una mateixa parella d'emigrats a Canadà en el S. XVII.

## Etiologia
La distròfia miotònica és una malaltia de transmissió genètica on està involucrat un patró de dominància genètica, significant que hi ha un gen mutant d'un dels pares que resultarà en aquesta condició. Hi ha un 50 % de probabilitat de rebre distròfia miotònica del progenitor afectat. En la distròfia miotònica tipus 1, el gen afectat és el DMPK (proteïna-cinasa de distròfia miotòtnica, que codifica la cinasa miosina), expressada en els músculs esquelètics. Aquest gen es localitza en el braç llarg del cromosoma 19. La DM2 és causada de forma similar per un defecte del gen ZNF9 en el cromosoma 3 q21.
La DM està inclosa dins de les malalties per expansió de trinucleòtids. Certes àrees de l'ADN tenen seqüències repetides de dos o tres nucleòtids. En la DM1, hi ha una repetició del triplet citosina - timina - guanina (CTG) en el gen DMPK. El nombre de repeticions varia força de persona a persona, però la mitjana en un subjecte sa és entre 5 i 37. De vegades quan les seqüències repetitives d'ADN es repliquen en la divisió cel·lular, la maquinària cel·lular agrega una còpia extra de la repetició triple a la seqüència. Així hi ha 37 repeticions triples en el gen DMPK, la seqüència comença a ser inestable i els lliscaments són més probables. La població afectada de DM1 té entre 50 i 2000 repeticions.
El resultat d'això és que la repetició d'un individu amb DM1 es farà cada vegada més gran a mesura que envelleix. Així s'explica el fenomen d'anticipació, així cada fill d'un afectat adult tindrà més expansió que el seu progenitor a causa de lliscaments durant la gametogènesi.
Els individus amb expansions més grans tenen la malaltia més precoç i símptomes més severs en la DM1. L'expansió de repeticions per a DM2 és molt més gran que en DM1, va de 75 a més d'11.000 repeticions, no obstant això, a diferència del que passa en la DM1, la grandària de l'expansió influeix molt poc en l'edat d'aparició i severitat de la malaltia. L'anticipació del mal en generacions successives és també poc significativa en la DM2.

## Quadre clínic
Les persones afectades tenen una típica "cara en forma de destral" producte d'atròfia dels músculs temporals, masseter, i facials.
Els homes solen presentar alopècia frontal. Els músculs del coll i distals dels membres queden afectats abans. Hi ha feblesa dels extensors del canell, els dits i músculs intrínsecs de la mà. Els músculs que permeten la dorsiflexió del turmell estan afectats provocant una caiguda del peu. Els músculs proximals solen estar conservats, encara que molts pacients tenen afectació del quàdriceps. Hi ha afectació de músculs del paladar, faringis i linguals que poden provocar disàrtria, veu nasal i problemes en la deglució. Molts pacients tenen feblesa dels músculs respiratoris, provocant-los una insuficiència respiratòria.
La miotonia pot evidenciar-se a partir dels 5 anys, demanant-li al pacient que tanqui la mà amb força, i després la relaxi, la qual cosa es produeix de manera lenta.
Les manifestacions cardíaques són comunes, fonamentalment bloquejos AV de primer grau, entre altres trastorns elèctrics i prolapse mitral. Bloquejos complets poden acabar ocasionant la mort sobtada del malalt.

## Diagnòstic
El diagnòstic de la DM1 sol produir-se amb facultatius amb formació especialitzada en neurologia i malalties neuromusculars de l'adult. Sense l'adequada especialització i recursos mèdics experimentats, és comú que els pacients acabin sense diagnòstic o amb un diagnòstic erroni.
Encara que actualment no existeix cura per a la DM i el tractament es basa en l'alleujament simptomàtic, es necessita en tot cas un diagnòstic precís perquè es poden desenvolupar altres problemes amb el temps. Fins i tot els pacients menys afectats poden ser sotmesos a revisions mèdiques rutinàries per a complicacions potencialment fatals (p. ex. problemes amb la conducció cardíaca, resistència a la insulina, cataractes). A més el consell genètic hauria d'estar disponible per a tots els pacients per l'alt risc de transmissió.

## Tractament
El tractament amb quinina i procainamida poden empitjorar la conducció cardíaca, per la qual cosa es recomana substituir-los per fenitoïna. La col·locació d'un marcapassos ha de ser considerada en malalts que experimentin síncopes, o anormalitats severes de la conducció. Per a la realització d'una intervenció quirúrgica en el pacient amb distròfia miotònica, es dona prioritat a les tècniques d'anestèsia locoregional, sempre que sigui possible.